# The Legend of Tarzan (film)
The Legend of Tarzan is een Amerikaanse actie-avonturenfilm uit 2016, onder regie van David Yates. De film is gebaseerd op de fictie avonturenheld Tarzan geschreven door Edgar Rice Burroughs. De film ging in première op 27 juni 2016 in het TCL Chinese Theatre in Hollywood.

## Verhaal
Na de Koloniale Conferentie van Berlijn in 1884-85 wordt het Congobekken toegekend aan Leopold II van België (als Souverein van de Onafhankelijke Congostaat, in personele unie met België) en de Britten. Omdat koning Leopold zich, onder meer vanwege het aanleggen van een spoorweg en verdere infrastructuurprojecten, op het randje van faillissement bevindt, wordt kapitein Léon Rom aangesteld om de minerale rijkdom, zoals diamant, te exploiteren. Vooral in Opar, een klein stadje diep in de Congolese jungle, zou diamant overvloedig aanwezig zijn. Roms expeditie wordt gedwarsboomd door de stam van de genadeloze Chief Mbonga. Nadat zijn stam de mannen van Rom moeiteloos heeft afgeslacht, doet Mbonga een aantrekkelijk voorstel aan Rom: als hij Tarzan aan hem levert, zal hij rijkelijk worden beloond met diamanten. Rom gaat enthousiast op dit aanbod in en begint zijn zoektocht naar de aap-man. 
Er zijn al jaren voorbij sinds Tarzans afscheid van de jungle in Afrika om een burgerlijk leven te leiden in Londen met zijn echtgenote Jane Porter, onder zijn pseudoniem John Clayton III, Lord Greystoke. Hij wordt uitgenodigd om een missie in Congo te leiden om luchtvervuiling tegen te gaan, niet wetend dat Rom dit heeft verzonnen om hem naar Afrika te lokken. Jane, die is opgegroeid in Congo en Londen ook moeilijk kan zien als haar thuisplek, staat erop om mee te gaan. Het liefdeskoppel wordt vergezeld door de Amerikaanse diplomaat George Washington Williams, die hen op de hoogte stelt van de Belgische list om het Congolese volk tot slaven te maken. Uiteindelijk reizen ze met zijn drieën naar het land om de Belgen te stoppen, maar al gauw worden Tarzan en Jane gevangengenomen door Rom en zijn mannen. Tarzan ontsnapt en zoekt hulp bij zijn oude kameraden om Rom op te sporen en zijn geliefde Jane te bevrijden. Rom neemt haar mee naar de door de Belgisch gevestigde havenstad Boma, waar hij klaar staat om de confrontatie aan te gaan met de aap-man.

## Rolverdeling
- Alexander Skarsgård als John Clayton III, Lord Greystoke/Tarzan
- Margot Robbie als Jane Porter
- Christoph Waltz als Kapitein Léon Rom
- Samuel L. Jackson als George Washington Williams
- Djimon Hounsou als Chief Mbonga
- Jim Broadbent als Eerste Minister
- Casper Crump als Majoor Kerckhover
- Hadley Fraser als John Clayton II, Tarzans vader
- Genevieve O'Reilly als Alice Clayton, Tarzans moeder

## Achtergrond

### Productie
Jerry Weintraub bij Warner Brothers had in juni 2003 al scenarist John August benaderd om een verfilming van Tarzan te schrijven. In december 2006 kwam het nieuws dat Guillermo del Toro een verfilming zou maken. Stephen Sommers nam in september 2008 de regietaak van hem over; hij kondigde aan het scenario te gaan schrijven met Stuart Beattie. Hij verliet het project in oktober 2010 toen hij tekende bij een andere studio; het project werd daarop voor onbepaalde tijd vertraagd. In mei 2011 zag het project opnieuw het licht toen twee scenarioschrijvers werden ingehuurd om het script te bewerken, onder wie Craig Brewer.
In juni 2012 kwam het nieuws dat David Yates, Susanna White en Gary Ross gesprekken hadden met de studio om de film te regisseren. In november dat jaar werd bevestigd dat Yates deze taak had bemachtigd. Warner Brothers wilde Tom Hardy aanstellen in de titelrol, maar Yates gaf de voorkeur aan Alexander Skarsgård; Charlie Hunnam en Henry Cavill waren ook kanshebbers, maar Yates kreeg uiteindelijk zijn zin Skarsgārd werd in november 2012 gecast. In maart 2013 werd bekendgemaakt dat Jessica Chastain de vrouwelijke hoofdrol op zich zou nemen.
Het project werd in april 2013 vanwege zijn aanzienlijke budget vertraagd; in 2014 zou de film moeten worden gemaakt. In september 2013 werd bekendgemaakt dat Christoph Waltz de antagonist zou vertolken. Robbie werd in januari 2014 aangesteld als Chastains vervangster en het plan was dat de opnamen in de daarop volgende zomer zouden beginnen. Ze versloeg hiermee de andere kanshebber Emma Stone. De maand erop kreeg de film officieel groen licht.; met een beoogde release in juli 2016. Djimon Hounsou werd in juni 2014 toegevoegd aan de cast.
De draaiperiode was van juni tot en met oktober 2014.

### Ontvangst
De film werd in de Verenigde Staten met matig enthousiasme ontvangen, al was de pers het niet onverdeeld met elkaar eens. Recensent van Variety klaagde: "The Legend of Tarzan is niet echt leuk voor iemand die eerder een vertolking heeft gezien van het verhaal van Edgar Rice Burroughs over de aap-man. [..] Tussen deze nieuwe film en Pan van vorig jaar is er voldoende bewijs dat Warner Bros. het vertolken van dergelijke verhalen in live-actionfilms beter aan Disney kan laten. [..] Tarzan is hier een levenloze incarnatie van wat hij zou kunnen zijn: het komt simpelweg gewoon niet aan." Recensent van tegenhanger The Hollywood Reporter schreef al ietwat gemoedelijker: "Op zijn beste momenten weet de film te bereiken wat zijn makers duidelijk wilden: het creëren van een meeslepend avontuur dat het verleden op een nieuwe manier brengt. [..] De makers jongleren handig met de lastige taak die ze hebben: het verhaal verder vertellen, terwijl ook duidelijk moet worden hoe Tarzan en Jane terecht zijn gekomen waar ze nu zijn. Hoofdrolspeler Alexander Skarsgård is een knappe, vreemde aap-man: lang en lenig, maar emotioneel blijft hij op de oppervlakte en ontastbaar."
In Nederland was de pers minstens zo verdeeld. Recensent van NRC Handelsblad gaf de film drie sterren: "Er zit een scheutje camp in The Legend of Tarzan, maar meestal zijn de makers bloedserieus. Het met flashbacks naar zijn ‘origin story’ doorspekte verhaal biedt een neokoloniale blik op het verleden. Slavernij en uitbuiting moeten uitgebannen worden, dat zeker, maar Tarzan wordt geen hedendaagse, politiek correcte held. Die poging is jammerlijk gedoemd: hij blijft de witte redder die ditmaal de kastanjes uit het vuur haalt voor een zonder hem hulpeloze zwarte Amerikaan. Om over de Afrikanen nog maar te zwijgen." Criticus van Het Parool had slechts twee uit de vijf sterren over voor de film: ""Tarzan komt pas laat in actie en diens bronverhaal wordt in een paar flashbacks verteld. Het versterkt de indruk dat de aapman is verdwaald in Tarantinoland, waar het onderscheid tussen ouderwetse pulplectuur en historische feiten er niet toe doet. Interessant, maar leuk of bevredigend is het niet."

### Muziek
De originele filmmuziek is gecomponeerd door Rupert Gregson-Williams. De muziek uit de film werd op 24 juni 2016 uitgebracht op de gelijknamige soundtrack door WaterTower Music.